# Alwin Körsten

Alwin Körsten

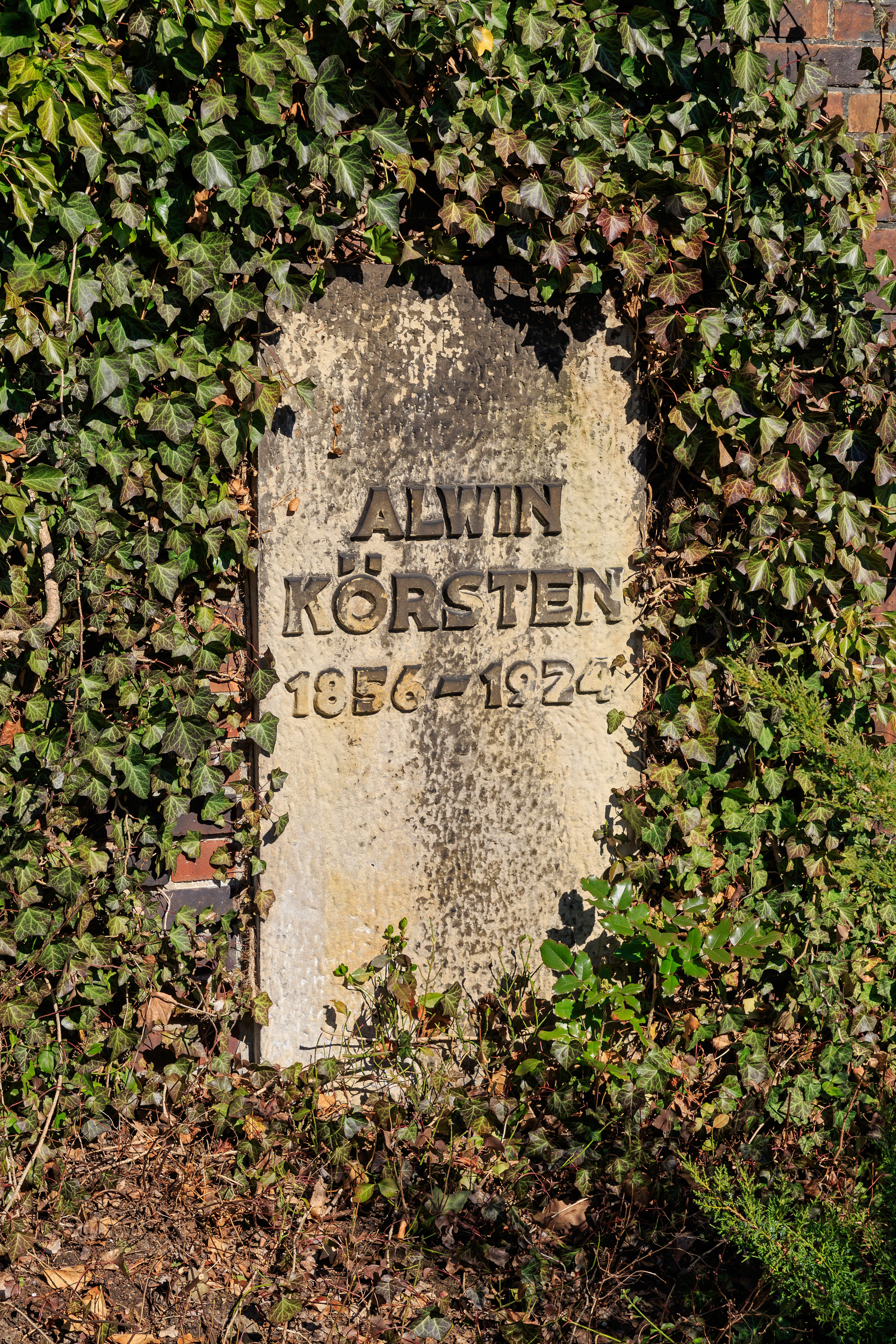
Grabstein Körstens in Berlin

Richard Alwin Körsten (* 29. September 1856 in Söhesten; † 10. März 1924 in Berlin) war ein deutscher Gewerkschafter und sozialdemokratischer Politiker.
Körsten arbeitete bis 1899 als Former. Ab 1890 war er Werkmeister. Im Jahr 1876 war er in die SPD eingetreten. Ab 1882 war er zunächst ehrenamtlicher Funktionär für Gewerkschaft und Partei. Er war unter anderem Vorsitzender des Fachvereins der Former. 1891 gehörte Körsten zu den Mitbegründern des Deutschen Metallarbeiterverbandes. Zwischen 1893 und 1920 amtierte er als Beisitzer des Gewerbegerichts in Berlin. Hauptberuflich war er von 1899 bis 1920 Sekretär und später auch Vorsitzender der Gewerkschaftskommission für Berlin und Umgebung. Ab 1920 war Körsten Leiter des Arbeitsbeschaffungsamtes von Großberlin.
Körsten gehörte dem Reichstag des Kaiserreiches von 1903 bis 1907 und erneut von 1912 bis 1918 an. In beiden Legislaturperioden vertrat er als Abgeordneter den Wahlkreis Regierungsbezirk Stettin 3 (Randow – Greifenhagen). Danach war er Mitglied der Weimarer Nationalversammlung und ab 1920 bis zu seinem Tod des Reichstages der Weimarer Republik.
Er wurde auf dem Zentralfriedhof Friedrichsfelde in Berlin-Lichtenberg beigesetzt. Seine Grabstätte wurde 1950 in die damals von der DDR-Führung neu errichtete Gedenkstätte der Sozialisten integriert und gehört seither zur Reihe der Gräber und Denkmäler an deren Ringmauer.